# ابراهیما سونکو
ابراهیما سونکو (انگلیسی: Ibrahima Sonko؛ زادهٔ ۲۲ ژانویهٔ ۱۹۸۱) بازیکن فوتبال اهل سنگال است.
از باشگاه‌هایی که در آن بازی کرده‌است می‌توان به باشگاه ورزشی آ اس ترنچین، باشگاه فوتبال برنتفورد، باشگاه فوتبال هال سیتی، باشگاه فوتبال پورتسموث، باشگاه فوتبال ردینگ، باشگاه فوتبال بلدیه‌اسپور آق‌حصار، باشگاه فوتبال ایپسویچ تاون، باشگاه فوتبال استوک سیتی، باشگاه فوتبال هارلو تاون، و باشگاه فوتبال سن-اتین اشاره کرد.
وی همچنین در تیم ملی فوتبال سنگال بازی کرده‌است.